# Fußball- und Sportverein Zwickau 2016-2017
Questa voce raccoglie le informazioni riguardanti il Fußball- und Sportverein Zwickau nelle competizioni ufficiali della stagione 2016-2017.

## Stagione
Nella stagione 2016-2017 il Zwickau, allenato da Torsten Ziegner, concluse il campionato di 3. Liga al 5º posto. In Coppa di Germania il Zwickau fu eliminato al primo turno dall'Amburgo.

## Rosa
| N. |                     | Ruolo | Calciatore            |
| -- | ------------------- | ----- | --------------------- |
| 1  | Germania (bandiera) | P     | Johannes Brinkies     |
| 2  | Germania (bandiera) | D     | Patrick Wolf          |
| 4  | Germania (bandiera) | D     | Robert Paul           |
| 5  | Turchia (bandiera)  | A     | Aykut Öztürk          |
| 6  | Germania (bandiera) | C     | Christoph Göbel       |
| 7  | Germania (bandiera) | A     | Oliver Genausch       |
| 8  | Germania (bandiera) | A     | Jonas Nietfeld        |
| 9  | Germania (bandiera) | C     | Marcel Bär            |
| 10 | Germania (bandiera) | C     | Michael Schlicht      |
| 12 | Germania (bandiera) | P     | Maximilian Rosenkranz |
| 13 | Germania (bandiera) | C     | Mike Könnecke         |
| 14 | Germania (bandiera) | D     | Toni Wachsmuth        |
| 15 | Germania (bandiera) | A     | Ronny König           |
| 16 | Germania (bandiera) | D     | Lukas Wilton          |

| N. |                       | Ruolo | Calciatore         |
| -- | --------------------- | ----- | ------------------ |
| 17 | Germania (bandiera)   | D     | Morris Schröter    |
| 18 | Germania (bandiera)   | C     | Felix Geisler      |
| 19 | Germania (bandiera)   | D     | Davy Frick         |
| 20 | Germania (bandiera)   | D     | René Lange         |
| 21 | Germania (bandiera)   | P     | Marian Unger       |
| 22 | Kazakistan (bandiera) | D     | Robert Berger      |
| 23 | Germania (bandiera)   | D     | Jonas Acquistapace |
| 24 | Germania (bandiera)   | C     | Julian Hodek       |
| 25 | Germania (bandiera)   | C     | Robert Koch        |
| 27 | Germania (bandiera)   | A     | Kevin Bönisch      |
| 28 | Germania (bandiera)   | C     | Nils Miatke        |
| 31 | Germania (bandiera)   | C     | Patrick Göbel      |
| 33 | Germania (bandiera)   | D     | Alexander Sorge    |
| 38 | Slovacchia (bandiera) | A     | Martin Juhár       |

## Organigramma societario
Area tecnica
- Allenatore: Torsten Ziegner
- Allenatore in seconda: Danny König
- Preparatore dei portieri: Steffen Süßner
- Preparatori atletici:

## Calciomercato

### Sessione estiva
| Acquisti | Acquisti          | Acquisti          | Acquisti |
| R.       | Nome              | da                | Modalità |
| -------- | ----------------- | ----------------- | -------- |
| C        | Marcel Bär        | Carl Zeiss Jena   |          |
| P        | Johannes Brinkies | Hansa Rostock     |          |
| C        | Marcel Gebers     | Kickers Offenbach |          |
| C        | Felix Geisler     | Energie Cottbus   |          |
| A        | Ronny König       | Chemnitz          |          |
| C        | Mike Könnecke     | Erzgebirge Aue    |          |
| C        | Nils Miatke       | Erzgebirge Aue    |          |
| D        | Alexander Sorge   | RB Lipsia         |          |
| D        | Lukas Wilton      | Hannover 96 II    |          |

| Cessioni | Cessioni          | Cessioni        | Cessioni |
| R.       | Nome              | a               | Modalità |
| -------- | ----------------- | --------------- | -------- |
| C        | Patrick Grandner  | Plauen          |          |
| A        | Paul Henschke     | Plauen          |          |
| P        | Denny Kallisch    | Plauen          |          |
| C        | Benjamin Keller   | Plauen          |          |
| C        | Jonas Mack        | Plauen          |          |
| D        | Sebastian Mai     | Preußen Münster |          |
| C        | Alexander Morosow | Plauen          |          |

### Sessione invernale
| Acquisti | Acquisti     | Acquisti       | Acquisti |
| R.       | Nome         | da             | Modalità |
| -------- | ------------ | -------------- | -------- |
| A        | Martin Juhár | Nieciecza      |          |
| C        | Robert Koch  | O. Neugersdorf |          |

| Cessioni | Cessioni                | Cessioni     | Cessioni |
| R.       | Nome                    | a            | Modalità |
| -------- | ----------------------- | ------------ | -------- |
| A        | Marc-Philipp Zimmermann | VfB Auerbach |          |
| C        | Marcel Gebers           | Meppen       |          |

## Risultati

### 3. Liga

#### Girone di andata
| Arbitro: | Heft |

|                                 |           |                     |
| Seydel 78’ (rig.) Steinmann 80’ | Marcatori | 28’ Frick 61’ König |

| Zwickau 1º settembre 2016, ore 19:00 CEST 2ª giornata | Zwickau        | 0 – 0 referto | Magdeburgo | Stadion Zwickau (7 844 spett.)\| Arbitro: \| Steinhaus-Webb \| |
| Arbitro:                                              | Steinhaus-Webb |               |            |                                                                |

| Arbitro: | Kempkes |

|            |           |                                         |
| Manneh 13’ | Marcatori | 11’ Paul 77’ König 88’ (rig.) Wachsmuth |

| Arbitro: | Brand |

|  |           |                                    |
|  | Marcatori | 54’ Müller 62’ Pezzoni 85’ Andrich |

| Arbitro: | Pfeifer |

|                                                |           |  |
| Fetsch 36’ Siedschlag 50’ (rig.) Schindler 59’ | Marcatori |  |

| Arbitro: | Müller |

|         |           |                          |
| Bär 31’ | Marcatori | 2’ Brückner 36’ Kammlott |

| Arbitro: | Brych |

|               |           |  |
| Danneberg 78’ | Marcatori |  |

| Arbitro: | Reichel |

|                                |           |  |
| Bär 36’, 48’, 55’ Nietfeld 83’ | Marcatori |  |

| Arbitro: | Stieler |

|                                                                 |           |  |
| Gebhart 5’ (rig.) Grupe 16’ Andrist 59’ Bülbül 84’ Hoffmann 87’ | Marcatori |  |

| Arbitro: | Skorczyk |

|  |           |                         |
|  | Marcatori | 21’ Röttger 90’ Gutjahr |

| Arbitro: | Börner |

|                                      |           |                            |
| Ajani 50’ Baumgärtel 56’ Fennell 78’ | Marcatori | 85’ König 88’ (rig.) Göbel |

| Arbitro: | Storks |

|                |           |           |
| Zimmermann 81’ | Marcatori | 71’ Stark |

| Arbitro: | Hartmann |

|  |           |              |
|  | Marcatori | 56’ Nietfeld |

| Arbitro: | Mix |

|           |           |            |
| Göbel 39’ | Marcatori | 87’ Wendel |

| Arbitro: | Müller |

|                       |           |              |
| Cauly 10’ Dahmani 12’ | Marcatori | 55’ Nietfeld |

| Arbitro: | Kornblum |

|  |           |                  |
|  | Marcatori | 23’ (rig.) Rizzi |

| Arbitro: | Schwermer |

|                                    |           |  |
| König 7’ Könnecke 53’ Nietfeld 73’ | Marcatori |  |

| Arbitro: | Börner |

|           |           |  |
| Wriedt 9’ | Marcatori |  |

| Arbitro: | Brütting |

|           |           |            |
| König 34’ | Marcatori | 16’ Janjić |

#### Girone di ritorno
| Arbitro: | Müller |

|           |           |  |
| Göbel 24’ | Marcatori |  |

| Arbitro: | Lossius |

|                    |           |         |
| Hammann 45’ (rig.) | Marcatori | 31’ Bär |

| Arbitro: | Bläser |

|                                  |           |            |
| König 35’ Oelschlägel 90’ (aut.) | Marcatori | 71’ Jensen |

| Arbitro: | Schütz |

|                               |           |  |
| Schäffler 27’, 69’ Blacha 48’ | Marcatori |  |

| Arbitro: | Pfeifer |

|                      |           |  |
| Wachsmuth 13’ (rig.) | Marcatori |  |

| Arbitro: | Schmidt |

|              |           |                              |
| Nikolaou 86’ | Marcatori | 8’ Öztürk 64’ Koch 85’ König |

| Arbitro: | Osmers |

|                  |           |  |
| Grote 39’ (aut.) | Marcatori |  |

| Arbitro: | Müller |

|         |           |                     |
| Lais 6’ | Marcatori | 14’ Göbel 37’ Göbel |

| Arbitro: | Müller |

|                    |           |                           |
| Koch 59’ König 85’ | Marcatori | 36’ Andrist 45’ Benyamina |

| Arbitro: | Börner |

|             |           |                |
| Jüllich 75’ | Marcatori | 25’, 78’ König |

| Arbitro: | Schütz |

|                        |           |  |
| Nietfeld 33’ König 90’ | Marcatori |  |

| Arbitro: | Kornblum |

|  |           |                    |
|  | Marcatori | 49’ (aut.) Streker |

| Arbitro: | Müller |

|                       |           |                |
| Nietfeld 8’ König 17’ | Marcatori | 38’ Preißinger |

| Arbitro: | Heft |

|                     |           |           |
| Engel 43’ Heyer 80’ | Marcatori | 18’ Göbel |

| Arbitro: | Reichel |

|                |           |             |
| König 14’, 19’ | Marcatori | 76’ Dahmani |

| Arbitro: | Schult |

|                                                                 |           |               |
| Kobylański 20’ Grimaldi 36’, 45’ Wachsmuth 41’ (aut.) Aydin 75’ | Marcatori | 69’ Wachsmuth |

| Arbitro: | Aarnink |

|                    |           |           |
| van der Biezen 79’ | Marcatori | 50’ König |

| Arbitro: | Alt |

|          |           |  |
| Koch 27’ | Marcatori |  |

| Arbitro: | Steinhaus-Webb |

|                                                 |           |          |
| Wiegel 19’, 44’ Hajri 66’ Onuegbu 67’ Wolze 89’ | Marcatori | 16’ Wolf |

### Coppa di Germania
| Arbitro: | Kempter |

|  |           |               |
|  | Marcatori | 70’ Halilović |

## Statistiche

### Statistiche di squadra
| Competizione      | Punti | In casa | In casa | In casa | In casa | In casa | In casa | In trasferta | In trasferta | In trasferta | In trasferta | In trasferta | In trasferta | Totale | Totale | Totale | Totale | Totale | Totale | DR |
| Competizione      | Punti | G       | V       | N       | P       | Gf      | Gs      | G            | V            | N            | P            | Gf           | Gs           | G      | V      | N      | P      | Gf     | Gs     | DR |
| ----------------- | ----- | ------- | ------- | ------- | ------- | ------- | ------- | ------------ | ------------ | ------------ | ------------ | ------------ | ------------ | ------ | ------ | ------ | ------ | ------ | ------ | -- |
| 3. Liga           | 56    | 19      | 10      | 5       | 4       | 25      | 16      | 19           | 6            | 3            | 10           | 22           | 38           | 38     | 16     | 8      | 14     | 47     | 54     | -7 |
| Coppa di Germania | -     | 1       | 0       | 0       | 1       | 0       | 1       | 0            | 0            | 0            | 0            | 0            | 0            | 1      | 0      | 0      | 1      | 0      | 1      | -1 |
| Totale            | 56    | 20      | 10      | 5       | 5       | 25      | 17      | 19           | 6            | 3            | 10           | 22           | 38           | 39     | 16     | 8      | 15     | 47     | 55     | -8 |

### Andamento in campionato
| Giornata  | 1 | 2  | 3 | 4  | 5  | 6  | 7  | 8  | 9  | 10 | 11 | 12 | 13 | 14 | 15 | 16 | 17 | 18 | 19 | 20 | 21 | 22 | 23 | 24 | 25 | 26 | 27 | 28 | 29 | 30 | 31 | 32 | 33 | 34 | 35 | 36 | 37 | 38 |
| --------- | - | -- | - | -- | -- | -- | -- | -- | -- | -- | -- | -- | -- | -- | -- | -- | -- | -- | -- | -- | -- | -- | -- | -- | -- | -- | -- | -- | -- | -- | -- | -- | -- | -- | -- | -- | -- | -- |
| Luogo     | T | C  | T | C  | T  | C  | T  | C  | T  | C  | T  | C  | T  | C  | T  | C  | C  | T  | C  | C  | T  | C  | T  | C  | T  | C  | T  | C  | T  | C  | T  | C  | T  | C  | T  | T  | C  | T  |
| Risultato | N | N  | V | P  | P  | P  | P  | V  | P  | P  | P  | N  | V  | N  | P  | P  | V  | P  | N  | V  | N  | V  | P  | V  | V  | V  | V  | N  | V  | V  | V  | V  | P  | V  | P  | N  | V  | P  |
| Posizione | 7 | 10 | 3 | 10 | 15 | 15 | 16 | 16 | 16 | 17 | 18 | 17 | 17 | 17 | 19 | 19 | 18 | 18 | 19 | 18 | 18 | 16 | 18 | 17 | 14 | 14 | 10 | 11 | 10 | 8  | 7  | 5  | 7  | 6  | 6  | 6  | 5  | 5  |

Legenda:

Luogo: C = Casa; T = Trasferta. Risultato: V = Vittoria; N = Pareggio; P = Sconfitta.

### Statistiche dei giocatori
| Giocatore       | 3. Liga  | 3. Liga | 3. Liga     | 3. Liga    | Coppa di Germania | Coppa di Germania | Coppa di Germania | Coppa di Germania | Totale   | Totale | Totale      | Totale     |
| Giocatore       | Presenze | Reti    | Ammonizioni | Espulsioni | Presenze          | Reti              | Ammonizioni       | Espulsioni        | Presenze | Reti   | Ammonizioni | Espulsioni |
| --------------- | -------- | ------- | ----------- | ---------- | ----------------- | ----------------- | ----------------- | ----------------- | -------- | ------ | ----------- | ---------- |
| J. Acquistapace | 14       | 0       | 5           | 0          | 0                 | 0                 | 0                 | 0                 | 14       | 0      | 5           | 0          |
| R. Berger       | 13       | 0       | 4           | 0          | 0                 | 0                 | 0                 | 0                 | 13       | 0      | 4           | 0          |
| J. Brinkies     | 38       | 0       | 1           | 0          | 1                 | 0                 | 0                 | 0                 | 39       | 0      | 1           | 0          |
| M. Bär          | 30       | 5       | 2           | 0          | 1                 | 0                 | 0                 | 0                 | 31       | 5      | 2           | 0          |
| K. Bönisch      | 0        | 0       | 0           | 0          | 0                 | 0                 | 0                 | 0                 | 0        | 0      | 0           | 0          |
| D. Frick        | 30       | 1       | 13          | 1          | 1                 | 0                 | 0                 | 0                 | 31       | 1      | 13          | 1          |
| M. Gebers       | 9        | 0       | 3           | 0          | 1                 | 0                 | 1                 | 0                 | 10       | 0      | 4           | 0          |
| F. Geisler      | 3        | 0       | 0           | 0          | 0                 | 0                 | 0                 | 0                 | 3        | 0      | 0           | 0          |
| O. Genausch     | 10       | 0       | 1           | 0          | 0                 | 0                 | 0                 | 0                 | 10       | 0      | 1           | 0          |
| C. Göbel        | 27       | 1       | 4           | 0          | 1                 | 0                 | 0                 | 0                 | 28       | 1      | 4           | 0          |
| P. Göbel        | 36       | 5       | 5           | 0          | 1                 | 0                 | 0                 | 0                 | 37       | 5      | 5           | 0          |
| J. Hodek        | 3        | 0       | 0           | 0          | 0                 | 0                 | 0                 | 0                 | 3        | 0      | 0           | 0          |
| M. Juhár        | 2        | 0       | 0           | 0          | 0                 | 0                 | 0                 | 0                 | 2        | 0      | 0           | 0          |
| R. Koch         | 17       | 3       | 4           | 0          | 0                 | 0                 | 0                 | 0                 | 17       | 3      | 4           | 0          |
| R. König        | 37       | 15      | 4           | 1          | 1                 | 0                 | 0                 | 0                 | 38       | 15     | 4           | 1          |
| M. Könnecke     | 30       | 1       | 7           | 0          | 0                 | 0                 | 0                 | 0                 | 30       | 1      | 7           | 0          |
| R. Lange        | 29       | 0       | 8           | 0          | 1                 | 0                 | 0                 | 0                 | 30       | 0      | 8           | 0          |
| N. Miatke       | 30       | 0       | 5           | 0          | 1                 | 0                 | 1                 | 0                 | 31       | 0      | 6           | 0          |
| J. Nietfeld     | 33       | 6       | 1           | 0          | 1                 | 0                 | 0                 | 0                 | 34       | 6      | 1           | 0          |
| R. Paul         | 17       | 1       | 4           | 1          | 0                 | 0                 | 0                 | 0                 | 17       | 1      | 4           | 1          |
| M. Rosenkranz   | 0        | 0       | 0           | 0          | 0                 | 0                 | 0                 | 0                 | 0        | 0      | 0           | 0          |
| M. Schlicht     | 17       | 0       | 3           | 0          | 1                 | 0                 | 0                 | 0                 | 18       | 0      | 3           | 0          |
| M. Schröter     | 27       | 0       | 4           | 1          | 0                 | 0                 | 0                 | 0                 | 27       | 0      | 4           | 1          |
| A. Sorge        | 7        | 0       | 1           | 0          | 1                 | 0                 | 0                 | 0                 | 8        | 0      | 1           | 0          |
| M. Unger        | 0        | 0       | 0           | 0          | 0                 | 0                 | 0                 | 0                 | 0        | 0      | 0           | 0          |
| T. Wachsmuth    | 31       | 3       | 7           | 0          | 1                 | 0                 | 1                 | 0                 | 32       | 3      | 8           | 0          |
| L. Wilton       | 0        | 0       | 0           | 0          | 0                 | 0                 | 0                 | 0                 | 0        | 0      | 0           | 0          |
| P. Wolf         | 16       | 1       | 1           | 0          | 0                 | 0                 | 0                 | 0                 | 16       | 1      | 1           | 0          |
| M. Zimmermann   | 12       | 1       | 2           | 1          | 1                 | 0                 | 0                 | 0                 | 13       | 1      | 2           | 1          |
| A. Öztürk       | 14       | 1       | 2           | 0          | 0                 | 0                 | 0                 | 0                 | 14       | 1      | 2           | 0          |